# مارينا هاندز
مارينا هاندز (بالفرنسية: Marina Hands) (ولدت في 10 يناير 1975) ممثلة فرنسية. هي ابنة المخرج البريطاني تيري هاندز والممثلة الفرنسية لودميلا ميكائيل، وحفيدة الرسام الأوكراني اليوناني بيير ديمترينكو، درست التمثيل في كورس فلورانت و المعهد الوطني للفنون المسرحية في فرنسا، وأكاديمية لندن للموسيقى والفنون المسرحية في إنجلترا.

## روابط خارجية
- مارينا هاندز على موقع IMDb (الإنجليزية)
- مارينا هاندز على موقع ألو سيني (الفرنسية)
- مارينا هاندز على موقع ميوزك برينز (الإنجليزية)
- مارينا هاندز على موقع أول موفي (الإنجليزية)
- مارينا هاندز على موقع قاعدة بيانات الأفلام السويدية (السويدية)
- مارينا هاندز على موقع قاعدة بيانات الفيلم (الإنجليزية)
- مارينا هاندز على موقع كينوبويسك (الروسية)